# 矢野武
矢野 武（やの たけし、1968年9月22日 - ）は、日本のフリーアナウンサー、タレント、司会者。愛知県大府市出身。ボイスオン所属。

## 来歴・人物
名城大学附属高等学校卒業。1988年、新橋演舞場の舞台公演『ガラスの仮面』でデビュー。もともとは俳優で、NHK大河ドラマ『春日局』（堀田正盛 役）、『渡る世間は鬼ばかり 第一部』（長子（藤田朋子）の大学のボーイフレンド 役）や、『テニス少女夢伝説!愛と響子』（愛（渡辺美奈代）の従兄弟・立原修平 役）等に出演していた。
俳優業に行き詰まりを感じていた1996年、『FIGHTING TV サムライ』（サムライTV）の開局特番の司会役のオーディションを周囲に薦められ参加し合格。その後、サムライTVでプロレス・格闘技のニュース番組のMCを務め、試合実況も担当するようになり、スポーツ実況がメインになっていった。
「K-1」、「PRIDE」、「RIZIN」、「ハッスル」等の格闘技やプロレス、ラグビー、バレーボール、バドミントン、SUPER GT等のスポーツ実況をつとめるかたわら、キャスターやナレーターなど幅広い活動を行っている。
TBS「炎の体育会TV」の実況をレギュラーで担当。また、DVDシリーズ「全日本コール選手権」のオフィシャルアナウンサーや、桑田佳祐“自称大会コミッショナー”主導のボウリング大会「KUWATA CUP 2019」、ももいろクローバーZライブ「ももいろクリスマス」での場内実況を務めるなど、幅広いジャンルでの活動を行っている。
また『ズームイン!!朝!』、『ズームイン!!SUPER』（日本テレビ）のレポーターとしても活動していた。
兄弟は、兄がいる。

## エピソード
- 金子修介監督の映画『ガメラ 大怪獣空中決戦』、『ウルトラマンマックス』第1話「ウルトラマンマックス誕生!」にも出演している。
- 全日本コール選手権では、みうらじゅん、ピエール瀧のボケに絶妙なツッコミを入れるアナウンサーとして、新たな一面を見せている。
- 2011年5月5日に行われた ブシロードレスリングで実況を担当した際、男色ディーノに唇を奪われたものの[2]、マイクは離さずに職務を全うした。
- 武田幸三引退記念DVDでは、武田本人からの指名で実況・解説コンビを組んだ。
- スタイリスト・矢野悦子は叔母にあたる。
- 2014年9月10日、『大沢悠里のゆうゆうワイド』（TBSラジオ）において夏期休暇の大沢悠里のピンチヒッターとしてメインパーソナリティを務めた。
- ラグビーの中継および関連番組では「全国の楕円球を愛する皆様、こんにちは/こんばんは/ようこそ○○(番組名)へ」と挨拶する。
- 2015年9月19日、J SPORTSが生中継したラグビーワールドカップ2015・日本対南アフリカ（ブライトン・コミュニティ・スタジアム）で実況を担当。「世紀の番狂わせ」と言われたこの試合で、試合終了間際の80分19秒に発した「スクラムだ！日本代表が南アフリカ相手に『スクラム組もうぜ! 宣戦布告』」というコメントがネット上で話題を集めたほか、試合終了直後に発した「とんでもないことをやってのけました日本代表！世界のみなさん！これがニッポン代表です！」というコメントは、現地新聞『オブザーバー』でベストコメンタリーモーメントとして賞賛されたという[3]。自身も高校ではラグビー部所属。ポジションはCTB。
- 2019年10月28日、J SPORTSが生中継したラグビーワールドカップ2019準決勝・ウェールズ対南アフリカで、63分に再び「スクラム組もうぜ！」と発した[4]。直後にジョシュ・アダムスがトライを決めた為に「赤いシャツのチームが」「スプリングボクスを相手に」「同じ主審（ジェローム・ガルセス）が笛を吹く試合」という状況が共通した為、再びネット上で話題を集めることになった。

## 出演

### テレビ

#### 実況、ナレーション
- PRIDE（スカイパーフェクTV!）
- K-1 WORLD GP（スカイパーフェクTV!／GAORA／ABEMA）
- DREAM（スカイパーフェクTV!）
- 戦極→SRC（スカイパーフェクTV!）
- INOKI BOM-BA-YE 2013,2014（フジテレビ）
- RIZIN（スカイパーフェクTV!／フジテレビ）
- BOXING LEGENDS～世紀の一戦～（フジテレビNEXT）
- 魔改造の夜（NHK）
- 桑田佳祐のレッツゴーボウリング 日米オールスター頂上決戦！（テレビ東京）
- KUWATA CUP 2019（WOWOW）
- ロンドン2012パラリンピック（BSスカパー!）
- ソチ2014パラリンピック（スカパー!）
- BAZOOKA!!!（BSスカパー!）
- 世界最強格闘技 UFC FIGHT NIGHT（テレビ東京）※ナレーション
- 破壊王プロレスZERO-ONE（テレビ東京）
- ファイティングオペラ・ ハッスル（テレビ東京／スカイパーフェクTV!／FIGHTING TV サムライ）
- プロフェッショナル修斗（FIGHTING TV サムライ／J SPORTS）
- シュートボクシング〜シーザー魂〜（J SPORTS）
- 新極真会(J SPORTS)
- 柔道グランプリ(J SPORTS)
- ラグビー中継（J SPORTS）
- ラグビーウィークリー（BS朝日）※MC
- バレーボール中継（J SPORTS）
- ハッスル×ハッスル（東海テレビ）※MC
- GOD HANDS '08 マジシャンNo.1決定戦（朝日放送）
- 使える芸能人は誰だ!?プレッシャーバトル!!（毎日放送）
- Oh!どや顔サミット（朝日放送）
- KAMIWAZA〜神芸〜（朝日放送）
- 神さまぁ〜ず（TBS）
- さまぁ〜ず式（TBS）
- ホリさまぁ〜ず（TBS）
- さまぁ〜ずのヤリタ☆ガ〜リ〜（TBS）
- ネリさまぁ〜ず（日本テレビ）
- ニンゲン観察バラエティ モニタリング（TBS）
- 炎の体育会TV（TBS）
- THEクイズ神（TBS）
- キンコンヒルズ（テレビ東京）
- TVチャンピオン（テレビ東京）
- カスペ!「マジック革命！セロ〜プレミアム・ステージ」（フジテレビ）
- Battle for money 戦闘中（フジテレビ）
- 美しい男性!（BSジャパン）
- ズームイン!!朝!（日本テレビ）※リポーター
- ズームイン!!SUPER（日本テレビ）※リポーター
- 孫の喜ぶ顔が見たい（日本テレビ）
- ありがとう!長嶋監督（日本テレビ）※ナレーション
- SKE48のエビフライデーナイト（日本テレビ）
- SKE48 エビカルチョ!（日本テレビ）
- NOGIBINGO!8（日本テレビ）
- KEYABINGO!3（日本テレビ）
- ピエール瀧のしょんないTV（静岡朝日テレビ）
- WWEアフターバーン（テレビ東京）※ボイスオーバー
- オールスター感謝祭（TBS）

#### MC
- ラグビーウィークリー（BS朝日）

#### 俳優
- 春日局（1989年、NHK大河ドラマ） - 堀田正盛
- テニス少女夢伝説!愛と響子（1990年、フジテレビ） - 立原修平
- 渡る世間は鬼ばかり 第1シリーズ（1990年 - 1991年、TBS）狩野 龍一役
- 土曜ドラマ 新十津川物語（1992年、NHK） - 玉木直之
- 江戸の用心棒 第19話「花の吉原 人斬り魔」（1994年、日本テレビ） - 並木和之進
- ウルトラマンマックス 第1話「ウルトラマンマックス誕生!」（2005年、CBC） - 翔太の父
- まほろ駅前番外地 第1話「プロレスラー代行、請け負います」（2013年、テレビ東京） - リングアナウンサー・実況アナウンサー役

### ウェブテレビ
- 矢野武のラグビー語ろうぜ!（JAPAN RUGBY TV・YouTube）
- 今田×東野のカリギュラ（Amazonプライム・ビデオ）
- 戦闘車（Amazonプライム・ビデオ）
- ギラギラ超特急（Yahoo!）
- 大相撲LIVE （ABEMA）

### 映画
- ガメラ 大怪獣空中決戦（1995年、大映/東宝）

コマーシャル
- スカイパーフェクTV セリエA中継
- 任天堂 新・光神話 パルテナの鏡
- 日清食品 日清麺職人
- 日清食品 カレーメシファイトクラブ ※WEB動画
- ニチレイ 本格炒め炒飯・本格焼おにぎり

### DVD
- 全日本コール選手権 with みうらじゅん（ユニバーサルミュージック）
- 第2回全日本コール選手権 with ピエール瀧（BMG JAPAN）
- 全日本コール選手権 with 浅草キッド（BMG JAPAN）
- ハッスル注入DVD（ポニーキャニオン〈1〜3.5〉／ユニバーサル・ピクチャーズ・ジャパン〈4〜9〉）
- ハッスルEPISODE II（エンターブレイン）
- UFC JAPAN 2012.2.26（アニプレックス）
- PRIDE 無差別級グランプリ 2006 2nd ROUND(ユニバーサル・ピクチャーズ・ジャパン）
- 魔裟斗革命（アートポート）
- 武田幸三・キック馬鹿(よしもとアール・アンド・シー)

### ライブ
- ももいろクリスマス2011 さいたまスーパーアリーナ大会
- ももクロ夏のバカ騒ぎ Summer Dive 2012 Tour -開幕戦- 6.17 NHKホール大会
- ももいろクリスマス2012 さいたまスーパーアリーナ大会
- ももクロ夏のバカ騒ぎ WORLD SUMMER DIVE 2013.8.4 日産スタジアム大会
- ももクロ夏のバカ騒ぎ2017 -FIVE THE COLOR Road to 2020- 味の素スタジアム大会

### プロモーションビデオ
- RADWIMPS「会心の一撃」

### ラジオ
- 藤島大の楕円球にみる夢（ラジオNIKKEI）
- 大沢悠里のゆうゆうワイド（TBSラジオ）※大沢悠里の代役でメインパーソナリティを務める